# Postupice
Postupice – miasteczko i gmina w Czechach, w powiecie Benešov, w kraju środkowoczeskim. Według danych Czeskiego Urzędu Statystycznego z dnia 1 stycznia 2023 liczyło 1 408 mieszkańców.
W miejscowości jest stacja kolejowa Postupice.